# Лиишь
Лиишь (Лейиш; ирл. Contae Laoise, англ. Laois) — графство на юго-востоке центральной части Ирландии. Входит в состав провинции Ленстер на территории Республики Ирландии. Административный центр и крупнейший город — Порт-Лише. Население 80 559 человек (18-е место среди графств Республики Ирландия; данные 2011 г.).

## География
Площадь территории 1720 км² (19-е место).

## История
Графство было образовано Марией I как Графство Королевы. Оно получило своё нынешнее название на ирландском языке после войны за независимость Ирландии. Лиишь также писалось как «Leix». Порт-Лише (предыдущее название — Мэриборо) — столица и крупнейший город графства. Лиишь был колонией в период Английской колонизации Ирландии. В первый раз это произошло в 1556 году, когда граф Эссекский лишил права собственности клан О’Муров и попытался заменить их английскими колонистами. Тем не менее, это вылилось лишь в партизанскую войну, которая заставила маленькое английское общество кучковаться около гарнизонов. Более успешная попытка колонизации страны была предпринята в XVII веке, в ходе неё уже имеющееся английское поселение с большим количеством землевладельцев и арендаторов из Англии расширило свои границы. Однако обе не были полностью удачными из-за нехватки арендаторов, также продолжавшихся набегов и атак О’Муров.
Позже, графство стало домом для французских гугенотов в 1690-е годы, которые были поселены в Ирландии после службы Вильгельму III во время войны в Ирландии. Вдобавок к этому, большое количество квакеров обосновалось в Маунтмеллике и развивало ту область.
Вопреки смене названия в 1922 году, когда земля в графстве продается, важные документы собственности до сих пор оформляются как принадлежащая Графству Королевы.

## Спорт
Сборная графства участвует ежегодно в соревнованиях по хёрлингу и гэльскому футболу в рамках чемпионатов Ленстера и Всеирландских чемпионатов. В гэльском футболе дважды выходила в финал Всеирландского чемпионата (1889, 1936), но оба раза проиграла; шестикратный чемпион Ленстера. В хёрлинге единственный раз выиграла Всеирландский чемпионат в 1915 году и трижды выиграла чемпионат Ленстера.

## Достопримечательности
- Slieve Bloom Mountains
- Rock of Dunamase
- Emo Court
- Castle Durrow
- Stradbally House
- Mountmellick Quaker Museum
- Ballyfin House
- Dunamase Arts Centre, Portlaoise